# Borki (Tłuszcz)
Borki – zachodnia część miasta Tłuszcz w województwie mazowieckim, w powiecie wołomińskim, w gminie Tłuszcz.
Rozpościera się w rejonie ulicy Lipowej, w pobliżu linii kolejowej, na południowy zachód od centrum miasta.

## Historia
Borki to dawny folwark. W latach 1867–1916 należał do gminy Klembów, a 1917–1954 do gminy Tłuszcz w powiecie radzymińskim. 20 października 1933 w gminie Tłuszcz utworzono gromadę o nazwie Tłuszcz Nowy, obejmującą wieś Tłuszcz, folwark Borki, kolonię Edmundów, wieś Wysocin i wieś Wysocinek. Od 1 lipca 1952 w powiecie wołomińskim.
W związku z reorganizacją administracji wiejskiej jesienią 1954, dotychczasowe gromady Tłuszcz osada i Tłuszcz Nowy utworzyły nową gromadę Tłuszcz, w skład której weszły Borki.
1 stycznia 1957 gromadę Tłuszcz przekształcono w osiedle, przez co miejscowości wchodzące w jej skład, w tym Borki, stały się integralną częścią Tłuszczu, a w związku z nadaniem Tłuszczowi praw miejskich 1 stycznia 1967 – częściami miasta.